# Saně

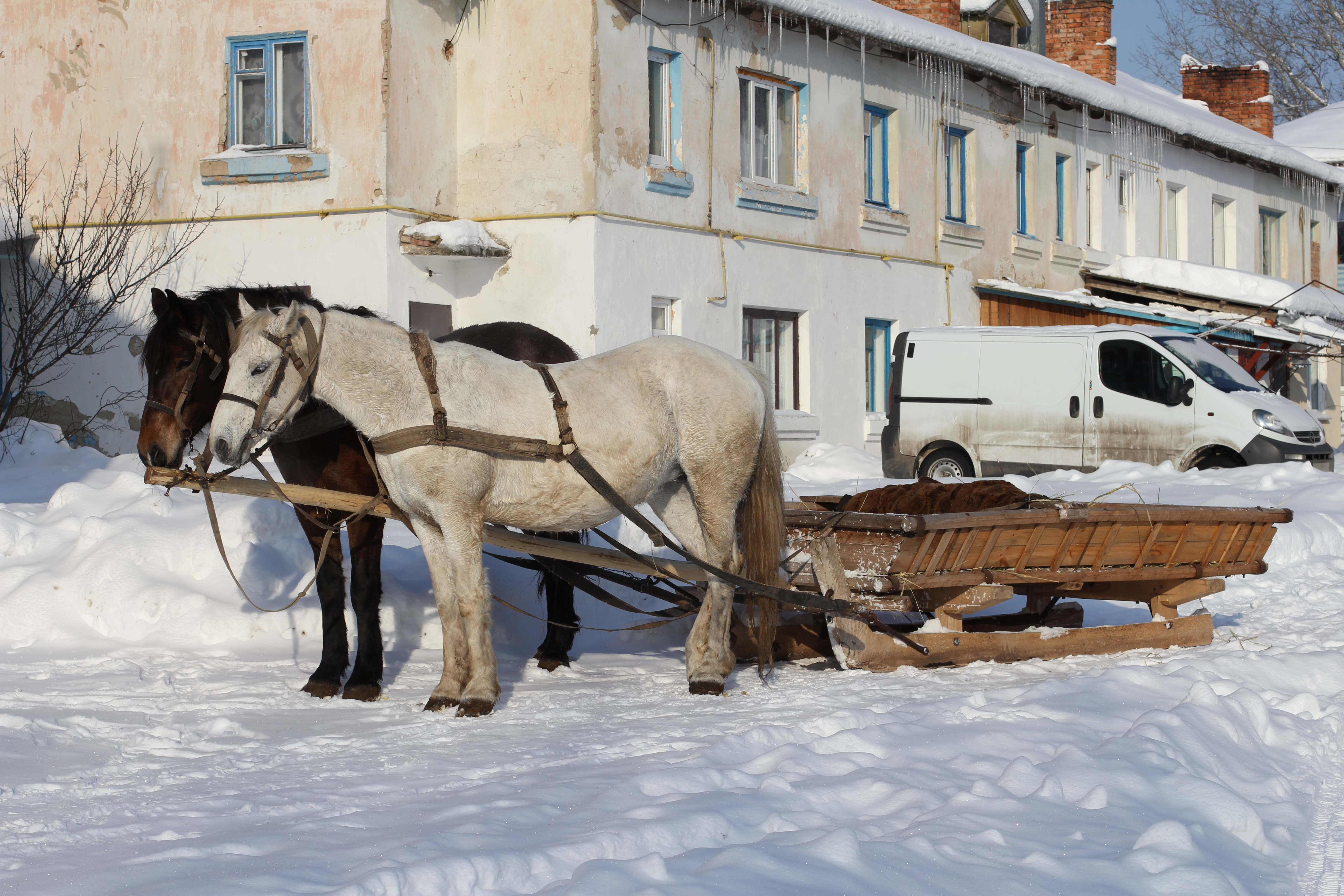
Saně

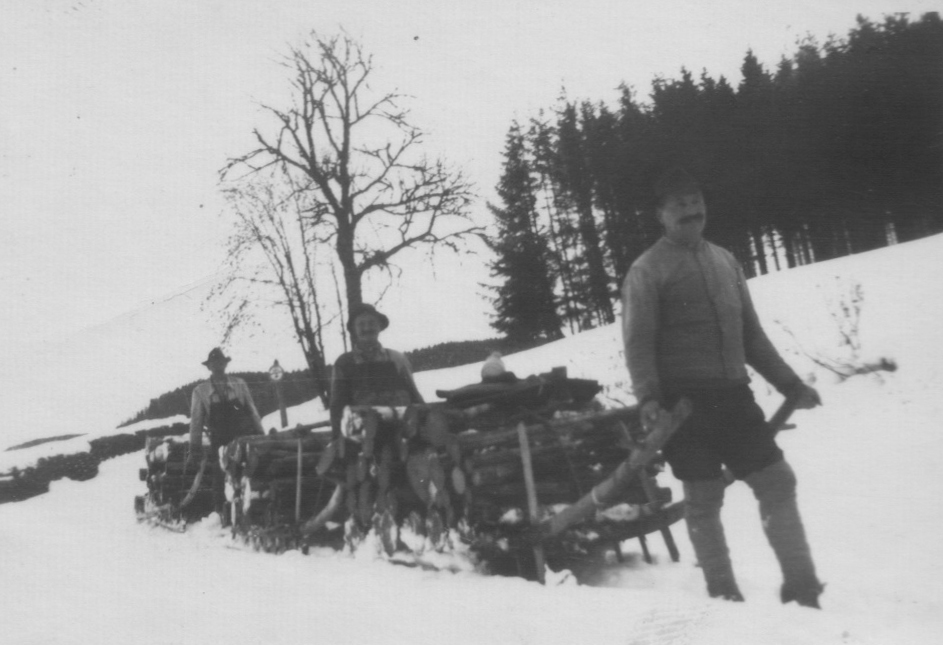
Stahování dřeva na saních

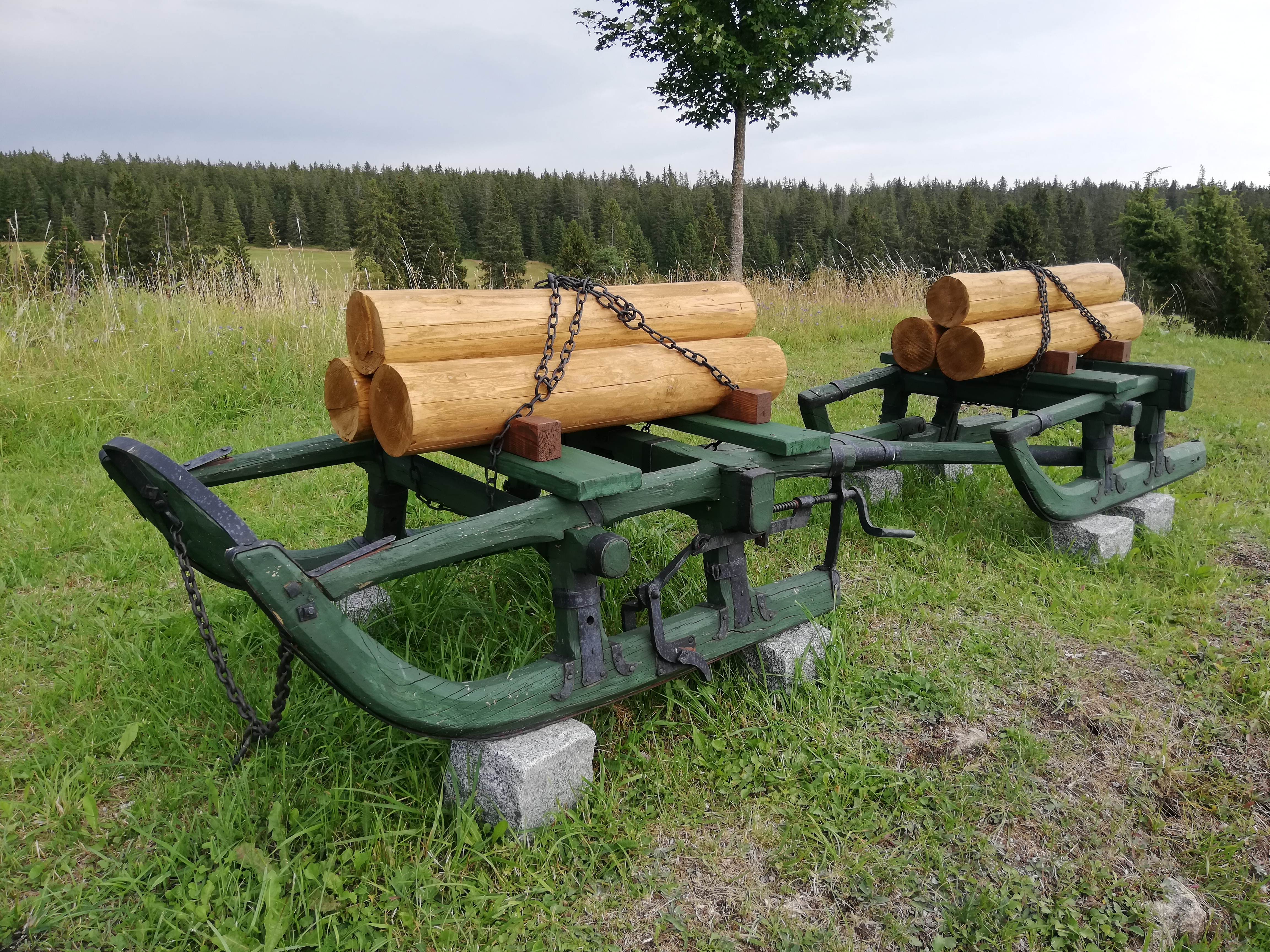
Saně pro zimní svoz dřeva na Šumavě

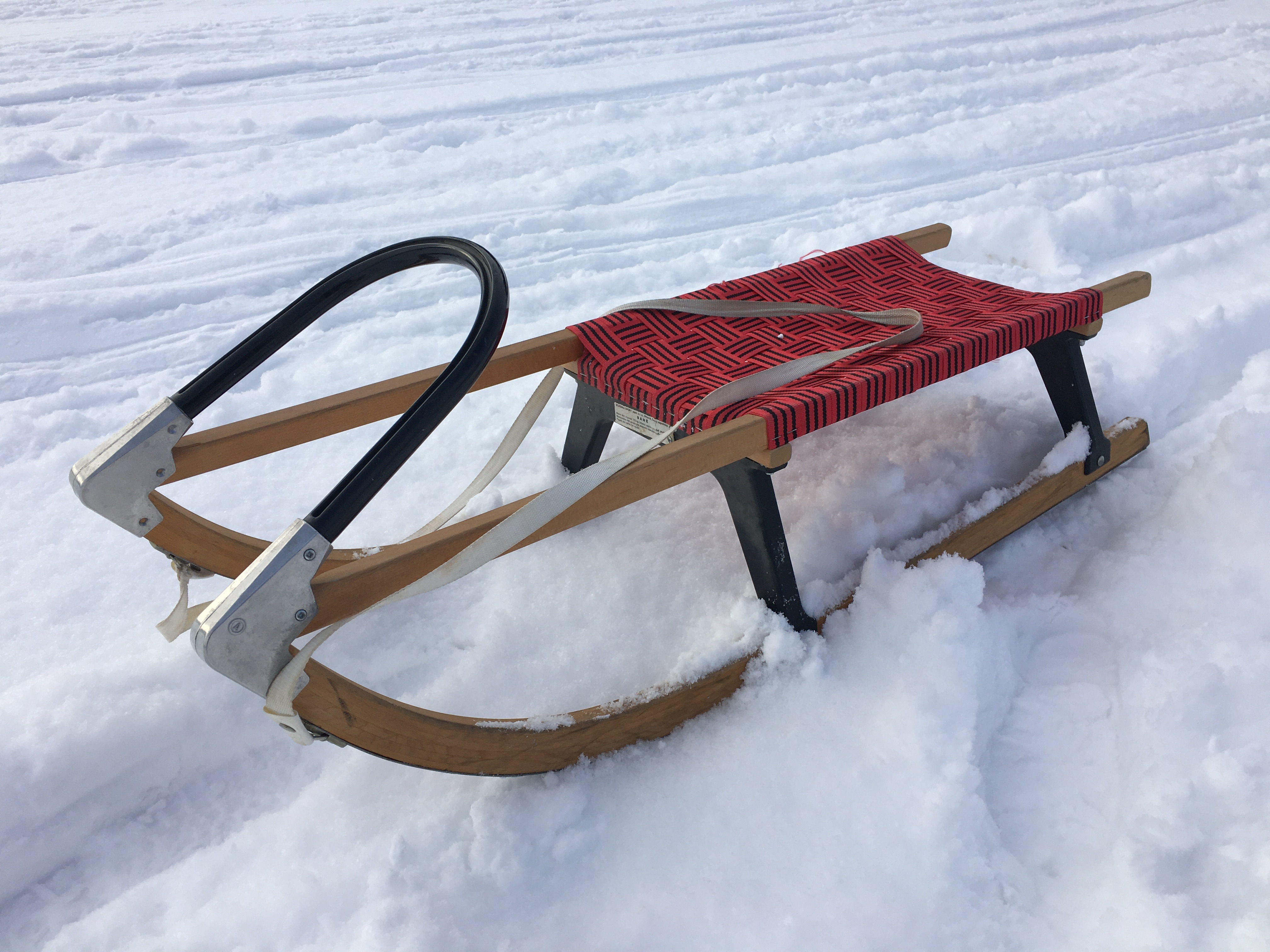
Sáňkování s dětmi ve 21. století

Saně nebo sáně, zdrobněle sáňky, jsou dopravní prostředek, který se pohybuje klouzáním po sněhu. Skládá se ze dvou sanic a nástavby mezi nimi.
Saně jsou pro pohyb po sněhu výhodnější, než kolová vozidla. Je to proto, že se podkladu dotýkají na větší ploše, a proto se méně do sněhu boří. V oblastech s velkou sněhovou pokrývkou byly saně v minulosti prakticky jediným prostředkem pro dopravu nákladů. Poháněny mohou být buď lidskou silou, gravitační silou nebo spřežením, které je tažené koňmi, severskými psy či soby. Existují i saně poháněné tlačnou vrtulí (aerosaně).
Saně se používají také jako náčiní v sáňkařském sportu zařazeném do olympijského programu, kde ale závody probíhají na ledových drahách.
Příbuznými dopravními prostředky saní jsou lyže, brusle a skiboby. Dnes jsou saně v mnoha případech nahrazovány také sněžnými skútry.
Saně jsou vyráběny dodnes nejčastěji ze dřeva, ale objevují se i saně plastové nebo ocelové. Výrobou saní se historicky zabývali koláři. K výrobě saní se používalo nejčastěji jasanové dřevo. Konstrukční spoje se nelepily, pouze zajišťovaly hřebíky nebo vruty, případně se zaklínovaly.

## Terminologie a konstrukce dřevěných saní
Kurzívou jsou uvedeny slangové kolářské výrazy užívané v Podkrkonoší.
- Sanice (vohnoutek) – část, po které saně kloužou. Přední část bývá ohnutá, čímž saně získávají charakteristický vzhled. Vohnoutky jsou na výrobu jedny z nejnáročnějších komponent saní (ohýbané dřevo, velký průřez).
- Skluznice (šinka) – Ocelový pásek připevněný zespodu podkovářskými hřebíky k sanici.
- Nožička – je spojena na čep a dlab se sanicí i s oplenem. Čepy na rozdíl od dnešní nábytkářské výroby nejsou zakulacovány. Ostrohranný čep a dlab je považován za pevnější.
- Oplen (voplinek) – příčný nosník saní. Malé saně jsou dvouoplenové (mají dva páry nožiček), větší saně bývají tříoplenové. Na oplenech je připevněna ložná plocha saní.
- Ložná plocha (lajsny) – U historických dětských saní lišty ložné plochy mívaly zahnuté konce, čímž se vytvořila vzadu jakási opěrka. U nověji vyráběných saní bývá ložná plocha provedena z popruhů vypletených mezi dvěma krajovými podélnými hranolky.
- Želízko – Ocelová tyčka připevněna svými konci zepředu k oběma sanicím. Slouží k vyztužení přední části saní a k připevnění tažného provázku. U některých saní tento prvek bývá dřevěný.